# Cold Newton
Cold Newton is een civil parish in het bestuurlijke gebied Harborough, in het Engelse graafschap Leicestershire.